# Дайнеко Леонід Іванович
Дайнеко Леонід Іванович (14 січня 1935, с. Вишневка, Кличівський район, Могильовська область, Білоруська РСР) — український політик. Білорус. Голова Луганської обласної редколегії «Реабілітовані історією».

## Життєпис

### Освіта
- 09.-10.1954 — учень Ворошиловградського машинобудівного технікуму.
- 10.1954-07.57 — служба в армії.
- Член КПУ (з 08.1957).
- Ростовський державний університет, юридичний факультет (1958—1964), юрист.

### Кар'єра
- 08.1957-03.1958 — секретар комсомольської організації, 03.1958-05.59 — вихователь, Ворошиловградське спеціальне ремісниче уч-ще № 6.
- 05.1959-02.1961 — інструктор, 02.1961-04.1962 — секретар, Жовтневий РК ЛКСМУ м. Ворошиловграда.
- 04.1962-12.1965 — заступник завідувача відділу пропаганди та культмасової роботи, Ворошиловград. ОК ЛКСМУ.
- 12.1965-03.1969 — інструктор відділу пропаганди та агітації, 03.1969-09.1979 — помічник 1-го секретаря, Ворошиловграду ОК КПУ.
- 09.1979-08.1982 — секретар.
- 07.1982-05.1992 — заступник голови, Луганського облвиконкому.
- 05.1992-07.1994 — голова Луганської обласної редколегії, головний редактор «Книги пам'яті», м. Луганськ.
- 07.1994-09.1996 — заступник голови, з 10.1995 — виконуючий обов'язків голови.
- 25.09.1996-04.1998 — голова Луганської облради народних депутатів.

## Політична діяльність
Народний депутат України 3 склик. з 03.1998 від КПУ, № 51 в списку. На час виборів: голова Луганської обласної ради, член КПУ.
Член фракції КПУ (з 05.1998).
Голова підкомітету з питань діяльності рад і органів місцевого самоврядування Комітету з питань державного будівництва, місцевого самоврядування та діяльності рад (Комітету з питань державного будівництва та місцевого самоврядування) (з 07.1998), голова підкомітету з питань діяльності рад і органів місцевого самоврядування Комітету з питань державного будівництва та місцевого самоврядування; член Спеціальної контрольної комісії з питань приватизації (з 07.1998).
04.2002 — кандидат в народні депутати України, виборчий округ № 107, Луганської області, висунутий КПУ. За 20,38 %, 2 з 12 претендентів. На час виборів: народний депутат України, член КПУ.
Голова Луганського обласного товариства охорони пам'яток історії та культури.

## Звання та нагороди
- Орден «Знак Пошани» (1986).
- 3 медалі (1970, 1971, 1983).

## Інше
Захоплюється полюванням.
Дочка Владислава (1970) — редактор Луганського обласного кабельного телебачення.